# Giancarlo Gori

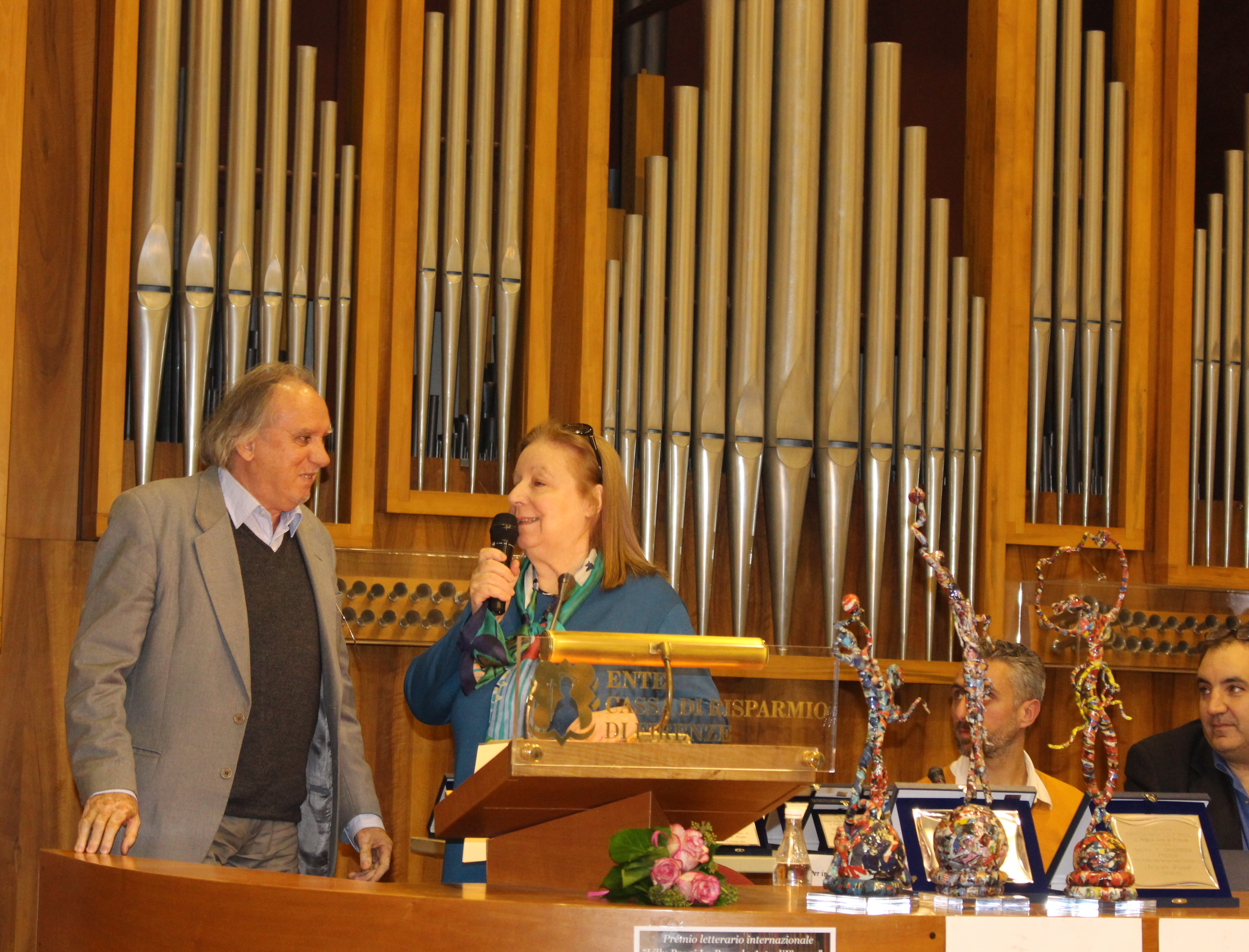
Giancarlo Gori vincitore del Premio Lilly Brogi (2015) Sez.Poesia e Religione

Giancarlo Gori (Signa, 1949) è un attore, regista e drammaturgo italiano.

## Biografia
Nato in una famiglia di artisti, suo padre era il pittore neo-impressionista Gino Paolo Gori (1911-1991). Frequenta fin da giovanissimo artisti e personaggi dell'arte e della letteratura, legati da amicizia con il padre, come: Piero Bargellini, Giorgio La Pira, Padre Reginaldo Santilli, Primo Conti, Lucio Venna, Vittorio D'Aste, e altri.
Ha iniziato la sua attività professionale nel 1970, dopo aver frequentato i corsi di recitazione dell'attrice Dory Cei. Per due anni frequenta la facoltà di Lettere di Firenze, ma poi la interrompe per dedicarsi completamente al teatro. Ha lavorato nei primi anni con diversi attori e registi dell'area toscana. Nel 1975-1976 partecipa a spettacoli Off dell'Avanguardia romana e dopo lavora con i registi Renzo Giovampietro, Franco Enriquez, Bruno Mazzali, Riccardo Reim, Giovanni Lombardo Radice e altri.
La sua attività di attore e regista si è svolta prevalentemente in teatro. Nel 1978 è stato tra i primi a rinnovare la moda del monologo con lo spettacolo di Dylan Thomas Under Milk Wood da lui diretto. Ha al suo attivo oltre novanta titoli come attore e più di cento regie teatrali. Dirige la "Compagnia teatrale Artemide Verde" fondata nel 1990 con l'attrice Anna Alegiani. Da allora la compagnia ha prodotto oltre sessanta spettacoli.
È stato presidente e fondatore del "Premio Rosso di San Secondo" alla drammaturgia inedita. Come autore e regista ha affrontato molti generi diversi; negli ultimi anni si è dedicato al teatro classico con la trasposizione in forma teatrale di autori come Seneca (Apocolokintosys), Apuleio (L'asino d'oro, De Magia) Marco Aurelio (I pensieri), Cicerone (La congiura di Catilina) e delle lettere e rime di Michelangelo Buonarroti con (Dialoghi con Michelangelo). Nel 2003 il suo testo Automi giacobini è stato Segnalato nella Rassegna Schegge d'autore, indetta dall'ENAP Ente Nazionale Previdenza Artisti e dallo SNAD) e pubblicato nella raccolta "Il meglio di Schegge" ed. Pagine.
Altri spettacoli teatrali a cui ha partecipato come attore e regista sono  Marionette,che passione!, Canicola, Musica di foglie morte, "La fuga", "L'anniversario"  di Rosso di S.Secondo. 

## Filmografia

### Attore

#### Cinema
- Quando i califfi avevano le corna, regia di Amasi Damiani (1973)
- Paura nella città dei morti viventi, regia di Lucio Fulci (1980)
- Di tutti i colori, regia P. Boi (1982)
- Elogio della pazzia, regia di Roberto Aguerre (1984)
- Inattesa presenza - Utrillo a Montmartre, regia di Giancarlo Gori (2018)
- Hologram, regia di Giancarlo Gori (2021)

#### Televisione
- Contro l'eroina, regia di Renzo Ragazzi - Docu/film Rai (1979)
- La squadra 3, (2001) - serie televisiva
- Il commissario Manara, regia di Davide Marengo (2007)
- Romanzo criminale - La serie, regia di Stefano Sollima (2008)

### Regista
- Il fine giustifica i mezzi? - Cortometraggio (2003)
- Inattesa presenza - Utrillo a Montmartre (2018) Lungometraggio  (You tube)
- Hologram (2021) Lungometraggio
- Eleanor - cortometraggio (2023) (you tube)
- Lo sterminatore di scarafaggi (2023) cortometraggio  (You tube)

### Romanzi
La sentenza di Marco Aurelio,romanzo noir storico Ed.Del Bucchia, 2012; (Vincitore Premio Lilly Brogi 2015 "Poesia e religione" )
Flamencoroc. ed. Youcanprint, 2015

### Testi teatrali
Antoine-Pierrot (1975)
Doppia faccia (1981)
A lume di naso (1987)
Vi racconto Spadaro (1991)
Paganini / Faust e il violino del diavolo (1993)
Pucciniana (1994)
L'Uxoricida (1997)
Giovanna la pazza (1998)
Dialoghi con Michelangelo (2001)
Automi giacobini (2004)
Satyricon in Commedia da Petronio (2006)
Processo ad Apuleio Mago da L. Apuleio (2007)
La sentenza di Marco Aurelio  (2008)
La congiura di Catilina (2009)
La ballata di Gemma Donati (2014)
Cuori sdoppiati (2016)
Maschera nuda (2018)
Personaggio finale (2019)
Beat Hotel Paris (2022)
Lo sterminatore di scarafaggi (2023)
Caravaggio Opera Pop (2024)
Tutti rappresentati in teatri e rassegne.

## Riconoscimenti
- Schegge d'autore 2003 – Segnalato con il testo Automi giacobini ( Pubblicato in antologia Corti teatrali "Il meglio di Schegge d'autore")
- Schegge d'autore 2014 – Premio al miglior attore per Tra un corto e l'altro
- Premio Lily Brogi 2015 – Sezione poesia e religione con il romanzo La sentenza di Marco Aurelio
- Schegge d'autore 2016 – Premio al miglior autore per Cuori sdoppiati
- Schegge d'autore 2018 – Premio al miglior attore per Maschera nuda
- Schegge d'autore 2019 – Premio al miglior attore per Il fantasma del Tordinona – Personaggio finale
- Premio GianoBifronte 2019 – vincitore con il film Inattesa presenza.
- Schegge d'autore 2021 – Premio al miglior attore per  Caravaggio – Luce e abisso
- Schegge d'autore 2023 - XX ed. Premio al migliore spettacolo   Somne veni,blandule somne... (Ricordi di Marco Aurelio)
- Premio di Teatro FUIS -Tor di Nona 2024 -Prima Ed. Finalista con l'opera "Cicerone ultimo atto"
- Premio Internazionale Omaggio a P.P.Pasolini. Eccellenza  alla carriera  2024